# Iztok
Iztok « revue anarchiste sur les pays de l’Est », (Изток : периодично списание) est le titre d'une publication éditée de septembre 1979 à 1991 par un collectif d’exilés des pays de l’Est (Bulgarie, Pologne, Roumanie).

## Éléments historiques
La revue, officiellement éditée par « Les Amitiés franco-bulgares », est fondée en 1975 par Nikola Tenzerkov  et Nikola Tchorbadieff avec le concours de plusieurs autres militants anarchistes bulgares en exil et notamment de Todor Mitev. Sa rédaction française, indépendante de la rédaction bulgare, correspond à une volonté d’ouverture aux problèmes des militants libertaires présents et à venir des autres pays de l’Est, la Bulgarie ayant été le pays qui ait connu le mouvement anarchiste le plus structuré avant la prise du pouvoir par les communistes.
Vincent Albouy, militant de la Fédération anarchiste est la cheville ouvrière de la revue à laquelle participeront notamment Frank Mintz, Jean Barrué, Joël Bastenaire, Jean-Louis Laville, Joël et Régis Gayraud, Daniel Mihailovic, Angel Pino, appartenant aux divers courants du mouvement libertaire.
Nicolas Trifon en est le directeur de publication entre 1983 et 1991.

## Articles notables
- Nicolas Trifon, De la résistance à la dissidence : entretien entre Paul Goma et Nicolas Trifon, no 5 bis (septembre 1982, lire en ligne.
- Jean Barrué, L'anarchisme en Allemagne de l’Est (1945-1955), no 2, septembre 1980, lire en ligne.
- Nicolas Trifon, Introduction au problème tzigane à l'Est : entretien avec Alexandru Danciu-Nicolae Gheorghe, no 6, 1983.
- Frank Mintz, À propos de démocratie, no 6, mars 1983, lire en ligne.
- Gáspár Miklós Tamás, Le « socialisme existant » et le socialisme inexistant, no 9, septembre 1984, lire en ligne.
- Entretiens avec Radovan Ivsic, no 9, septembre 1984, lire en ligne
- Lioubov Kovalevska, L’Affaire de tous (Dossier Tchernobyl), traduit de l’ukrainien par Régis Gayraud, in Iztok, no 13 (septembre 1986), p.  32–38 (Lioubov Kovalevska, bien avant la catastrophe de Tchernobyl, avait alerté sur le risque imminent d'accident dans la centrale), [[www.la-presse-anarchiste.net/spip.php?article1805 lire en ligne]]
- Déclaration de la commission provisoire de coordination du NSZZ « Solidarnosc » à propos de la catastrophe de Tchernobyl, traduit du polonais, in Iztok, no 13 (septembre 1986) p.  39–40
- Il y a trente ans, les cent fleurs - Entretien avec Lin Xiling, septembre 1987, [lire en ligne][[www.la-presse-anarchiste.net/spip.php?article1805 lire en ligne] (page consultée le 10 mai 2019)]
- Ren Wanding, Les réformistes du palais sont dans l’impasse, traduit par Francis Deron (sous le nom de « Le singe d'or »), no 17, juin 1989, lire en ligne.
- Nicolas Trifon, L’après-Ceausescu, ouvriers roumains 90, no 20, pp. 3–84, 1991, lire en ligne.

### Collaborateurs de la revue
- Todor Mitev
- Mohamed Kacimi
- Nikola Tenzerkov

## Archives
Les archives de la revue Iztok sont conservées au Fonds d'archives communistes libertaires, à Montreuil, ainsi qu'à la bibliothèque La contemporaine, à Nanterre.